# بوكا
بوكا هي بلدة تقع على جزيرة بوكا في شرق بابوا غينيا الجديدة.